# Andrij Chimjak

Wappen von Andriy Khimyak

Andrij Chimjak (ukrainisch Андрій Хім'як; * 13. April 1981 in Lwiw, Ukrainische SSR) ist ein ukrainisch griechisch-katholischer Geistlicher und Weihbischof in Kiew.

## Leben
Andrij Chimjak studierte von 1998 bis 2005 Philosophie und Theologie am Priesterseminar in Lwiw und von 2005 bis 2008 am Päpstlichen Orientalischen Institut, an dem er das Lizenziat in Liturgiewissenschaft erwarb. Am 9. Mai 2012 empfing er von Großerzbischof Swjatoslaw Schewtschuk in der Auferstehungskathedrale die Diakonenweihe und am 4. November desselben Jahres die Priesterweihe für die Erzeparchie Kiew.
Von 2009 bis 2021 war er Assistent des Sekretärs der Synode der ukrainisch griechisch-katholischen Kirche und ab 2021 Sekretär dieser Synode. Ab 2011 war er zudem Dozent am Priesterseminar der Drei heiligen Hierarchen in Kiew.
Am 3. November 2022 bestätigte Papst Franziskus seine durch die Synode der ukrainisch griechisch-katholischen Kirche erfolgte Wahl zum Weihbischof in Kiew und ernannte ihn zum Titularbischof von Cuicul. Großerzbischof Swjatoslaw Schewtschuk spendete ihm am 19. Februar des folgenden Jahres in der Auferstehungskathedrale die Bischofsweihe. Mitkonsekratoren waren der Apostolische Exarch für Deutschland und Skandinavien, Bohdan Dsjurach, und der Kiewer Kurienbischof Stepan Sus.